# Trotula de Salerne
Trota de Salerne (ou encore Trotta,Trocta), est une femme médecin du Moyen Âge ayant vécu aux alentours du XIIe siècle. Ruteboeuf dans son Diz de l'herberie (écrit au XIVe siècle) est dithyrambique sur cette gynécologue du XIe siècle, la qualifiant même de femme la plus brillante de son temps.
Elle aurait (entre autres), écrit trois ouvrages majeurs de médecine féminine médiévale : De curis mulierum (Des soins des femmes), Liber de sinthomatibus mulierum (Livre des maladies des femmes) et De ornatu mulierum (Des cosmétiques des femmes), tous rassemblés sous une même dénomination « Trotula ».
Toutefois, les historiens modernes différencient le personnage historique (Trota, Trotta ou Trocta) des ouvrages qui lui sont attribués (Trotula). Il n'est pas certain qu'elle ait écrit tous ses ouvrages, en raison du contexte médical du XIe siècle à Salerne, ville italienne et haut lieu de la recherche médicale pendant ce siècle en Occident.
L'historiographie autour de Trota et du Trotula s'est longtemps penchée sur la question de l'existence de cette gynécologue, ainsi que sur l'attribution de ses ouvrages.

## Biographie et historiographie
On sait peu de chose de sa vie, et il n'existe aucun élément certain sur sa biographie qui, à ce jour, est surtout le fruit de suppositions fantasmatiques. Que ce soit les chroniqueurs médiévaux qui affabulent trois siècles plus tard sur Trota ou encore les écrits de l'époque moderne qui la font servante de médecin, les suppositions biographiques sur Trota ne manquent pas. Certains lui prêtent même des affiliations avec la famille Fruggardo (ou Ruggerio), d'où naitra un siècle plus tard le chirurgien Roger de Parme. D'autres la font appartenir à l'illustre famille des Hauteville. On lui prête même une liaison avec un de ses maîtres de l'école de Salerne Johannes Furias qui serait l'Abélard de Trota.
Elle est la première et la plus connue des « femmes de Salerne », parmi lesquelles on compte aussi Abella, Rebecca de Guarna ou encore Constance Calenda. Ces femmes fondent ou font partie de dynasties médicales salernitaines, comme les Platearius, les Cophon, les Ferrarius ou les Guarna. 
Pour éclaircir notre perception de l'ensemble Trotula et de son autrice supposée (Trota), il faut donc en expliquer les évolutions dont trois grandes périodes se distinguent : une première, de la vie du personnage (XIe-XIIe) au XVIe siècle avec l'Editio princeps ; une seconde, plus critique de l'Edition princeps aux premières synthèses du XIXe siècle et l'apparition de la méthode historique ; une dernière, du XIXe siècle à nos jours.

### Trota dans les sources médiévales et de la Renaissance (XIIesiècle-XVIesiècle)
La première mention de Trota se trouve dans l'Historia ecclesiastica du chroniqueur Orderic Vital qui parle d'une « Matrone plus sage que les sages et plus érudite que les médecins ». Il s'agit là d'une nouvelle digression du chroniqueur normand, qui parlait du voyage d'un neveu à Salerne. Longuement débattu, ce témoignage d'Orderic Vital, mettra même en doute l'existence de Trota au XIe siècle. Pour John F. Benton, il est même plus probable que Trota ait vécu au XIIe siècle. Tout au long du Moyen-Age s'est développé une forme de célébrité pour la gynécologue, qui est même mentionnée dans les Contes de Chaucer ou par Ruteboeuf au XIVe siècle. Cependant, les témoignages de l'époque médiévale se font de plus en plus précis avec le temps (au Bas Moyen-Age notamment) et font de Trota l'épouse de Jean Platearius l'Ancien et la mère de Mathieu Platearius et de Jean Platearius le Jeune, tous trois auteurs de traités médicaux. Les éléments biographiques apportés sur la gynécologue, cependant, paraissent plus relever d'un produit de l'oralité médiévale. Même si des écrits postérieurs à Trota lui prêtent un mari, des enfants (etc...), la transmission de ces informations biographiques ont une très forte probabilité de s'être faite par la parole. En effet, la société médiévale était largement oralisée. 
Ainsi, Trota pourrait très bien être une figure métonymique d'une institution médicale féminine à Salerne, ce que rappelle bien le SIEFAR. En effet Trota, en Italie du sud est un nom très répandu porté par de nombreuses femmes au XIIe siècle. On attribue alors à Trota  un ensemble de textes gynécologiques d'Italie du sud de cette période : De curis mulierum (Des soins des femmes), Liber de sinthomatibus mulierum (Livre des maladies des femmes) et De ornatu mulierum (Des cosmétiques des femmes). Mais certains de ces textes, comme le Liber de sinthomatibus mulierum, semblent avoir été écrits par des hommes, ce qui se prouve au niveau de la philologie médiévale et du contexte. Il semblait inconcevable qu'elle ait exercé des fonctions habituellement réservées aux hommes. De même, elle ne voyait pas comme un destin inéluctable d'« enfanter dans la douleur », selon la condamnation de la Genèse (3:16).
Dans l'un des Contes de Canterbury, (prologue du Conte de la  bourgeoise de Bath), Chaucer (1340-1400) la cite d'une manière assez évasive. 
Cependant, la véritable première compilation des textes De curis mulierum (Des soins des femmes), Liber de sinthomatibus mulierum (Livre des maladies des femmes) et De ornatu mulierum (Des cosmétiques des femmes) sous le nom de Trotula, se fait en 1544 dans l'Editio princeps de Georges Kraut, imprimeur passionné de médecine qui fait imprimer les textes médicaux de la Trotula et d'Hildegarde von Bingen, véritable sujet de cette édition. Le texte voit le jour grâce à un imprimeur alsacien, Jean Schott qui accepte d'imprimer l'idée de son ami.
Cette première phase de l'historiographie du personnage de Trota oscille donc entre une forme d'adoration pour la gynécologue puis, au XVIe siècle, par une simple curiosité puis un criticisme marqué avec Caspar Wolf.

### Scepticisme et dévalorisation (XVIesiècle-XIXesiècle)
La XVIIe et le XVIIIe siècle marquent la dévaluation de Trota, qui, pour les penseurs de l'époque, n'aurait pu écrire ses oeuvres médicales. Rien d'étonnant à cela, il semble impossible pour une société où la science et la médecine est une affaire d'hommes de concevoir une femme médecin, et ce, six siècles avant.
Ce scepticisme débute par un éditeur de Trotula, Caspar Wolf (1525-1601) affirme en 1566 que ces textes ont été écrits par un homme, un esclave libéré d'une impératrice romaine, Eros Juliae presque inventé par le Wolf.
Ainsi François Béroald de Verville (1556-1626) écrit en 1612 dans son Le palais des curieux, auquel sont assemblés plusieurs diversitez pour le plaisir des sa doctes, & le bien de ceux qui désirent scavoir dépeint Trota comme « Une certaine femme nommée Tortula, laquelle a escrit en latin un petit œuvre de médecine non méprisable, cette cy estoit paravanture pour quelconque Medecin, ou compagne, ou servãte ». L’auteur poursuit en parlant de ses travaux sur « les fleurs des filles et des femmes » qui vont à l'encontre de la fonction féminine incarnée par le dicton populaire sur la fertilité des femmes : l’arbre qui ne fleurit point ne porte pas de fruit. Cette idée est très marquée au XVIIe siècle car l’auteur se défend d’aller à l’encontre de cette opinion. Nous apprenons aussi que Trota est vue comme une auteure ayant une pensée globale de la médecine féminine, mais qu'elle aurait une « pensée gaufe qui toucherait nombre de sujets. » Béroald décrédibilise doublement Trota : non seulement elle n'a pas écrit ses ouvrages car elle est servante de médecin, mais aussi sa vision médicale est gauche et va à l'encontre de la bonne morale.
Au XVIIIe siècle, cette tendance se poursuit avec un autre ouvrage celui de Daniel le Clerc (1652-1728), intitulé Histoire de la medecine, où l'on voit l'origine & les progrès de cet art, de siècle en siècle ; les sectes qui s'y sont formées ; les noms des médecins, leurs découvertes, leurs opinions écrit en 1716, qui réactualise Eros Juliae, médecin esclave des empereurs Julio-Claudien à Rome (d'ailleurs Juliae est le nom de la gens). Il prétend fonder ses propos sur les découvertes épigraphiques d'un certain Gruter. EROS AUGUTAE MEDICUS SPOSIANUS & L.APPULIEIUS L.L. MEDICUS littéralement : « Eros, médecin de l'épouse de l'empereur & Appuleiaus... » autrement dit, un argument presque fallacieux pour une découverte qui n'a pas été véritablement prouvée.
La dévaluation du personnage de Trota se poursuit au XIXe siècle avec l'historiographie anglaise et son école menée par Karl Surdhoff et Charles Singer, qui considèrent que Trota n'a pas existé. De facto, ils ne faisaient pas la distinction fondamentale entre Trota et Trotula (la femme et l'ouvrage) et considéraient alors que Trotula était une personne inventée de toutes pièces. En effet, Trotula ressemble fortement à un nom d'ouvrage et non à un nom de personne. Leur hypothèse est donc la suivante : Trota n'a jamais existée, Trotula désigne seulement des ouvrages d'un homme nommé Trottus.

### Trota entre féminisme, rationalisme et revalorisation (XIXesiècle-XXIesiècle)
En parallèle de l'historiographie de l'école britannique, se développe une historiographie féministe, portée par Elizabeth Mason Hol, une psychologue américaine. Il est assez paradoxal de se dire qu'une pyschologue étudie Trota, mais l'Histoire féministe avait délaissé la salernitaine au profit de l'allemande Hildegarde von Bingen qui, contrairement à Trota, aurait appris en autodidacte. Mason Hol a suscité des réactions virulentes de la part de l'école britannique, qui s'imposa petit à petit au cours du XIXe siècle et ce jusqu'en France. Le journal de la faculté de médecine de Paris en 1910 ne fait pas la part aux thèses de Mason Hol.
C'est en 1940, dans une synthèse d'H.P Bayon que Trota et les femmes de Salerne sont enfin mises en avant (d'une manière contrastée toutefois). Ensuite, dans les années 1960-1970, avec l'apparition du concept d'Effet Matilda dans les sciences grâce à un article de Margaret. W. Rossiter, Trota est à nouveau mise en débat (la gynécologue aurait-elle été victime de cet effet ?). Ainsi, Mosher Stuard de l'université de Chicago propose dans la foulée de faire une synthèse de la question. Mais il faudra attendre 1985 et l'étude de John. F. Benton pour avoir un véritable travail consistant sur Trota. Trotula, Women’s Problems, and the professionalization in the middle ages, ouvrage novateur sur le problème, redéfini déjà le corpus médical attribué à Trota, on doit à Benton, d'avoir redécouvert la distinction originale entre De curis, Liber Sinthomatibus et De ornatu. Avant Benton, les études modernes considéraient l'ensemble Trotula comme un seul et même ouvrage. De plus, c'est bien Benton qui découvre un quatrième ouvrage intitulé Practica secundum Trotula dont l'auteur est une femme médecin experte nommée Trota, mais qui, ironiquement, n'est pas l'auteur des trois textes qu'on lui attribue. Il en conclu que Trota a bien une existence historique, même si sa biographie imaginaire est à rejeter.
À partir de 1996, le problème est entièrement repris par Monica H. Green, du courant d'histoire féministe qui entreprend de publier et traduire les textes et de poursuivre les travaux de Benton. Au terme de vingt ans de travail, des avancées très nettes ont été effectuée dans le domaine. D'abord Monica Green a insisté sur la distinction Trota / Trotula. Ensuite, elle a recontextualisé Trota, permis d'identifier un possible effet Mathilda sur le personnage et surtout analysé Trota avec l'angle de la médecine médiévale. Il est vrai que peu d'études accordaient une place prépondérante à l'environnement médical de Trota et son impact. En recontextualisant, Monica Green a permis d'appuyer l'existence de Trota et justifiée ses pratiques médicales vues comme « masculines ».
Depuis les années 2000, on considère que Trotula de Salerne a réellement existé, l'attribution de ses œuvres à des hommes relevant d'un effet Matilda. À l'inverse, il est également possible que ces écrits aient pu être attribués à une femme, pour leur donner plus d'autorité et d'authenticité, ou simplement pour détourner l'accusation d'avoir ignoré le tabou de l'observation des organes féminins.

## Les ouvrages de Trota

### Transmission et définition du corpus
Il existe plusieurs séries de textes attribués à Trota, reconnus à différentes dates. Il existe près de 126 manuscrits en plusieurs versions différentes selon les copistes au cours des siècles, d'où des intitulés en latin différents pour une même œuvre (ayant plusieurs versions).
Trois œuvres sont distinguées, regroupées sous l'appellation « le Trotula » :  le traité sur les maladies des femmes représente le « Trotula Major », les deux autres (traitements pour les femmes et cosmétiques)  constituent le « Trotula Minor ». Ces textes atteignent leur pic de popularité au XIVe siècle. Le Trotula est alors le texte gynécologique de référence de la culture médiévale tardive, de l'Italie à l'Irlande, et de l'Espagne à la Pologne.
La première édition imprimée est celle de Georg Kraut, Strasbourg 1544, il s'agit du « Traité sur les maladies des femmes », De passionibus mulierum curandarum, publié à Strasbourg en 1544, suivi de plusieurs éditions jusqu'à celle de Leipzig en 1778. Il a été inclus dans une collection de textes Gynæciorum Liber, curandarum ægritudium in, anté & post partum, publié à Bâle en 1566 par Caspar Wolf (1525-1601). Appelé aussi, dans une autre version, Liber de sinthomatibus mulierium, c'est un traité théorique et pratique, basé sur le galénisme arabe, par l'intermédiaire des auteurs byzantins.
En 1776, des manuscrits découverts à la Bibliothèque de Médicis à Florence, sont publiés sous le titre In utilitatem mullerum, & pro decoratione earum, scilices de sacle & de vulva earum, sur les soins cosmétiques aux femmes, connus aussi sous l'intitulé De ornatu mulierum.
En 1837, des historiens découvrent le « manuscrit de Breslau », recueil de 35 traités dit « Collection Salernitaine », certains connus mais la plupart inconnus (jamais imprimés). Parmi eux, le Tractatus de egritudinum curatione attribué à Trota. L'ouvrage est surtout pratique, fait de 14 chapitres divers, sans doute extraits d'un ouvrage plus complet aujourd'hui perdu.
En 1985, le manuscrit Practica secundum Trotam est découvert à Madrid à l'université Complutense. Il est attribué à Trotula et contient 66 articles de gynécologie et d'obstétrique, ce serait une deuxième version du texte précédent.

### Maladies des femmes

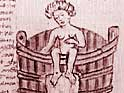
Illustration du De passionibus mulierum curandarum.

Le titre latin est De passionibus mulierum curandarum (« Le soin des maladies de femmes »). C'est la « Trotula Major », la partie la plus importante de son œuvre. Trotula aborde tous les aspects de la féminité y compris les considérations psychologiques et esthétiques.
« Puisque donc les femmes sont par nature plus faibles que les hommes, écrit-elle, par conséquent sont plus fréquentes chez elles les maladies, surtout dans les parties vouées à l'œuvre de la nature ; et comme ces parties se trouvent en des endroits secrets, les femmes par pudeur et fragilité de condition, n'osent pas révéler à un médecin les angoisses causées par ces maladies. C'est pourquoi émue de leurs malheurs et à l'instigation d'une certaine matrone, j'ai commencé à examiner avec attention ces maladies qui frappent très souvent le sexe féminin ».
Composé de 27 sections, il décrit toute une série de problèmes de santé concernant les femmes, tels que ceux liés aux règles et à l'accouchement.

#### Menstruation
À la différence de Traitements pour les femmes, ce texte propose des explications théoriques des différentes affections. Elles sont inspirées de celles de Galien, qui affirmait que les femmes sont plus humides et plus froides que les hommes. Incapables de « cuire » leurs aliments (les digérer correctement), elles doivent avoir leurs règles pour éliminer le surplus. La menstruation est un phénomène nécessaire de purgation, où les femmes éliminent par leurs règles ce que les hommes éliminent par leurs poils et leur barbe.
Trotula décrit en détail différentes manières de réguler la menstruation, en utilisant le terme de fleurs pour désigner les règles ou menstrues : « Les menstrues que l'on appelle communément fleurs, car, de même que les arbres ne portent pas de fruits sans fleurs, de même les femmes sans fleurs sont frustrées de leur fonction de conception ». »

#### Suffocation de matrice
Un autre point important de la gynécologie de Galien est celui des mouvements de la matrice vers le haut, censés provoquer une sorte de « suffocation ». Cette « suffocation de la matrice » ou mal hystérique est, pour la médecine médiévale, une maladie de la continence sexuelle. Trotula explique que cette « suffocation » provient d'un excès de « semence féminine» chez les vierges et chez les veuves : « En elles abonde la semence que la nature souhaitait retirer au moyen du mâle ».

#### Accouchement et suites
Trotula indique des moyens destinés à aider et faciliter l'accouchement (bain préalable, émollients, fumigations...). Elle donne des recettes contre les douleurs persistantes du post-partum. Dans les accouchements difficiles, elle pratiquait l'extraction d'un fœtus mort par les voies naturelles.
D'autres problèmes sont traités en détail, comme le traitement de la fistule recto-vaginale après un accouchement. Trotula a décrit ainsi une intervention de réparation d'un périnée endommagé, et le régime à faire suivre à un nouveau-né. Trotula a probablement eu accès à la gynécologie de Galien par l'intermédiaire des traductions latines de Constantin l'Africain de textes médicaux arabes, tels que le Viatique d'Ibn Al Jazzar.
Trotula mentionne aussi des remèdes basés sur la superstition, remèdes qu'elle appelle « naturels » (par opposition à ceux d'origine savante) et transmis par les sages-femmes. Par exemple, lors de l'accouchement la patiente doit tenir une pierre d'aimant dans la main droite, porter un collier de corail, boire du « blanc que l'on trouve dans la fiente de faucon », ou avaler un petit caillou trouvé dans un nid d'hirondelle « la pierre du premier-né », cette pierre étant la plus efficace des remèdes naturels.
Elle assurait que la stérilité d'un couple pouvait aussi être le fait de l'homme, en distinguant l'absence de désir (« défaut de chaleur »), les troubles de l'érection (« défaut d'esprit » ou influx), et la faiblesse ou l'insuffisance de sperme (« défaut d'humidité »).

### Traitement pour les femmes
Intitulé De aegritudinum curatione, ou De curis mulierum ce texte dresse la liste des traitements pour différentes affections féminines et masculines. Les problèmes abordés sont variés, allant du coup de soleil à la stérilité, des affections oculaires aux maux de dents, de l'épilepsie aux douleurs intestinales etc. On peut aussi considérer que l'ouvrage s'inscrit dans la volonté de promouvoir la fertilité féminine, notamment par l'importance accordée aux problèmes de la menstruation et de l'activité sexuelle (insuffisante ou excessive).
Plusieurs problèmes abordés témoigneraient indirectement du statut social des femmes de cette époque, comme celui de recettes de « restauration » de la virginité, sans laquelle une femme, ne pouvant se marier, s'exposait à l'exclusion et la misère sociale. De même, l'onguent conseillé pour le coup de soleil, est aussi conseillé pour les balafres du visage que s'infligent les veuves à la mort de leur mari, cette automutilation était une pratique courante des femmes de Salerne qui, n'ayant guère le droit de se remarier, montraient à tous leur volonté de rester chastes.
Les remèdes font souvent appel à des mélanges d'herbes et d'épices. Contrairement au Maladies des femmes, les traitements recensés dans ce texte trouvent leur source dans une tradition orale d'Europe du nord ou méditerranéenne, plutôt que d'une médecine savante arabe.

### Soins cosmétiques pour les femmes

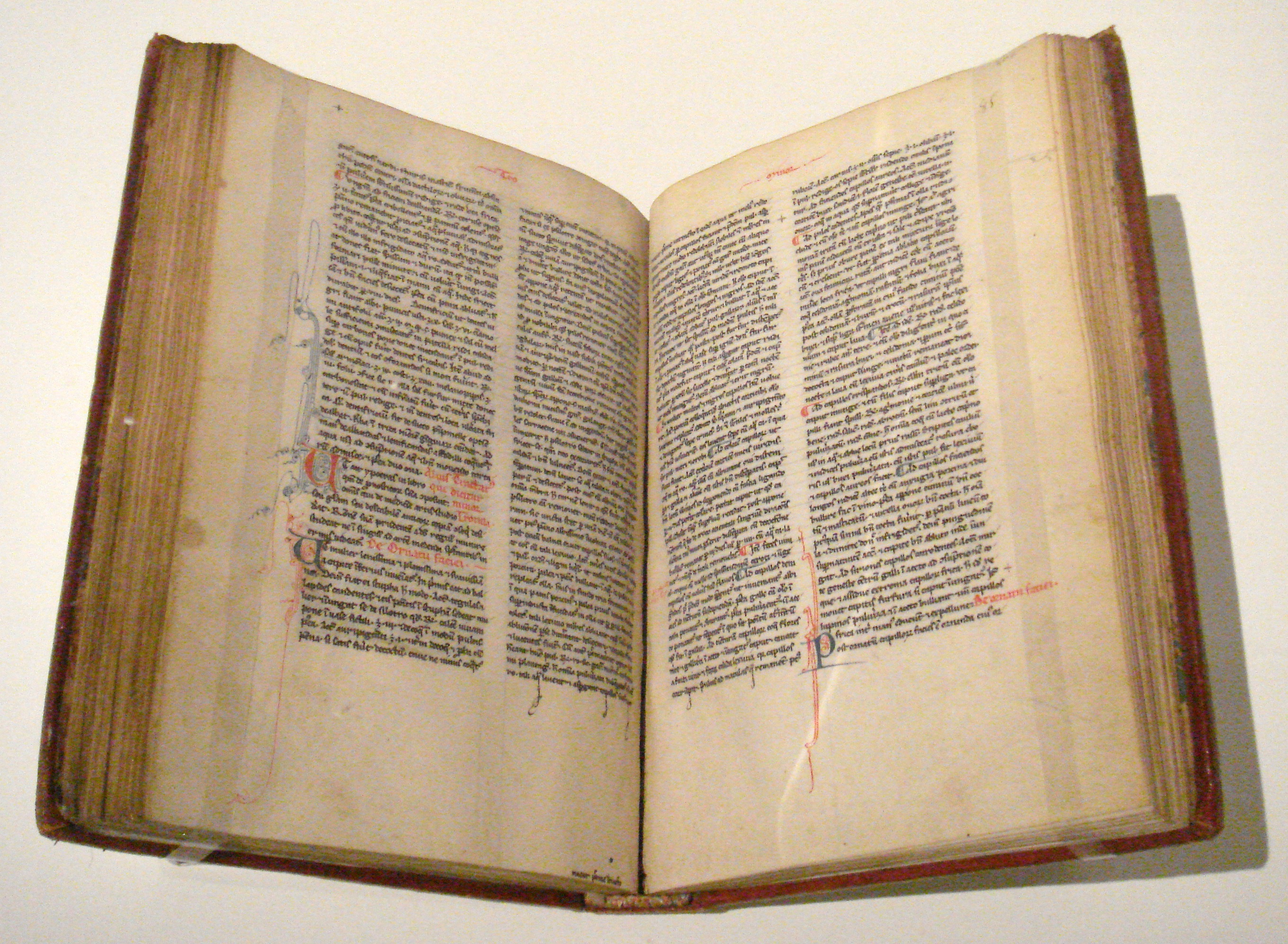
Le De Ornatu Mulierum (L'Ornement des dames), de Trotula.

Le titre latin est De ornatu mulierum, « L'Ornement des dames ». Il contient une liste de recettes, qui ont été traduites en français par Henri Leclerc et qui peuvent être énumérées ainsi : « Moyens propres à blanchir le visage, à lui rendre au contraire l'incarnat qui lui manque, à faire disparaitre les taches de rousseur, pustules, rougeurs et autres vices de la peau ; formule de rouge pour les lèvres ; liniment pour blanchir les mains (à base d'asphodèle, tartre et œufs) ; poudres et eaux dentifrices, remède contre les fissures des lèvres provenant de baisers excessifs (propter nimios amplexus et osculationes amantium) ; onguents et teintures pour les cheveux, dépilatoires, enfin formules de parfums (à la rose, au girofle, à la noix de muscade, à la cannelle, au musc, au galanga) ». » On peut voir dans ce texte, plus court que les deux autres, le premier traité de cosmétique, qui accorde aussi une grande importance à l'hygiène corporelle et à la pratique des bains. Beaucoup des soins qui y sont décrits sont d'origine arabe, reflétant le commerce des épices et aromates en provenance du monde musulman, et l'adoption directe par les chrétiennes des pratiques des musulmanes de Sicile, notamment de déodorants de la bouche et du vagin.

## Le statut des femmes et l'institutionnalisation de la médecine à Salerne du temps de Trota

### Professionnalisation médicale à Salerne auxXe-XIIIesiècles
Alors que la médecine médiévale est largement rurale à cause du pourcentage de population rurale à l'époque de Trota avoisinant les 95% (même si ce pourcentage augmente au XIIIe siècle), Salerne jouit d'une professionnalisation rapide. En effet grâce à la civitas hippocrates de 846, Salerne est une des premières villes d'Europe à connaître une université au XIe siècle, dans laquelle aurait peut-être exercé Trota. Située à la confluence entre plusieurs cultures médicales comme celles arabes ou encore normande et occidentales, la cité se dote d'une institution médicale réputée suivie par Montpellier.
Ainsi, quatre corps de métiers se distinguent à Salerne du temps de Trota : les médecins, les matrones, les apothicaires et les barbiers. Les premiers sont ceux qui font le diagnostic médical, enseignent aux élèves en échange d'argent et conduisent les opérations. Étant tous des hommes, le corps de la femme leur est interdit, c'est là qu'interviennent les matrones, incarnation de la tradition médicale féminine. Puis les apothicaires, spécialistes de pharmacopée, sont les savants nécessaires d'une médecine médiévale fondée sur l'herboristerie. On retrouve même à Al-Kairouan des traces d'échanges entre les deux facultés au XIIe-XIIIe siècles. Enfin, les barbiers pratiquent les saignées et effectuent la chirurgie sur la plupart des patients, ils secondent les professeurs.
L'originalité de Trota ne réside donc pas dans la pratique de la médecine en elle-même, femmes comme hommes pouvaient pratiquer la médecine. En revanche, c'est le statut de « professeur » au sein de cette pratique médicale qui interroge. Surtout, c'est la diffusion de la médecine féminine — tabou dans ce milieu universitaire — qui interloque.
En soi,  l’école faisait cohabiter les corps de métiers que nous avons cités ci-dessus en les séparant strictement. Au sommet de l’école trônaient 10 maîtres. Les élèves payaient les maîtres, et l'enseignement portait sur la connaissance des textes classiques comme Galien ou Hippocrate. Ainsi, l’école favorisait les inégalités sociales, ce qui explique les dynasties médicales comme les Ruggiero[réf. souhaitée](en effet le patrimoine culturel des parents se transmettant aux enfants, ce qu'explique Bourdieu dans son Habitus) ; de plus, c’étaient les élèves qui payaient leurs maîtres, ce qui nécessitait une certaine richesse et favorisaient l’émergence d’une élite médicale (Les Ruggiero ou les Pletarius). Cette élite était aguerrie aux textes grecs et latins tandis que le savoir plus populaire était maitrisé par les matrones et d’autres praticiens médicaux de l’époque pré-faculté. De plus, si Trota a fréquenté la faculté de Salerne, il est probable qu'elle connaisse largement la médecine de son temps, puisque des lectures obligatoires étaient dispensées à Salerne. Si bien que si Trota pouvait figurer auprès des grands médecins de son temps dans les Contes de Canterbury, ou être « une matrone plus sage que les sages et plus érudite les médecins », c’est qu’elle fut suffisamment érudite pour de tels accomplissements et par conséquent issue d’une élite noble ou bourgeoise mais encore médicale, ce qui — entre autres —pourrait expliquer sa supposée appartenance aux Ruggiero. De plus, contrairement aux autres facultés, la faculté de Salerne était plus laïque et ne se composait pas de clercs. Au début, la faculté retraduisait et remettait au gout du jour les ouvrages antiques comme ceux d'Hippocrate ; toutefois vers la fin du Xe siècle, si les ouvrages médicaux de la faculté cherchent à innover dans la médecine et son collectif, ce n’est qu’au siècle suivant que des ouvrages personnels verront le jour. Sinon, la faculté est déjà assez éclectique quant aux domaines médicaux concernés. En effet, la faculté traitait déjà dans les hospices et les hôpitaux tout ce qui relevait des fractures, chirurgie musculaire, médicaments, saignées et examens urinaires (masculin pour la plupart). Un siècle après Trota, Mathieu Pletarius a écrit Le livre des simples médecins, ouvrage de remèdes majeur dans la médecine de la ville. La médecine de la faculté est à son âge d’or basée sur une pure tradition médiévale comportant l’étude et l’exploitation d’ouvrages classiques, tels les herbiers (livres de pharmacopée médicale) dont le plus connu et le plus utilisé était celui du grec antique Diosoride et son Materiae Medica. La faculté de Salerne n’a donc grossièrement rien d’original dans sa pratique aux XIIe-XIIIe siècles, mais c’est son avant-gardisme dans sa méthode de travail, son érudition à la fois moderne et antique et surtout sa professionnalisation, partielle du moins, qui lui ont permis de rayonner à travers l’Europe.

#### Excursus: La médecine médiévale en Europe Occidentale auxXIIIe-XIVesiècles
En Europe occidentale, de l'Empire romain au XIIIe siècle, les femmes comme les hommes pratiquent la médecine et la chirurgie. La pratique féminine ne se limite pas aux accouchements ou aux soins des femmes. Par exemple, on connaît les noms de 24 femmes chirurgiennes exerçant à Naples entre 1273 et 1410, et de 15 femmes médecins à Francfort entre 1387 et 1497, la plupart sont juives et aucune n'est mentionnée comme sage-femme. Mais les mentions pour les siècles précédents sont plus rares.
Dans quelques cas, des femmes se distinguent comme des auteurs et enseignantes, écrivant en latin à partir de sources grecques et arabes. Les plus connues d'entre elles sont Trota de Salerne, et l'abbesse Hildegarde de Bingen.
Cependant, de tels cas restent inhabituels. Avec l'établissement des premières universités, à partir du XIIIe siècle, les femmes sont exclues de ce type d'enseignement, et par conséquent des pratiques médico-chirurgicales les plus prestigieuses, celles du haut de l'échelle sociale. Des femmes médecins continuent d'exister dans plusieurs régions d'Europe, en très faible proportion des médecins dont on a conservé la trace, autour de 1,5 % en France et de 1,2 % en Angleterre. Il est probable que beaucoup plus d'autres femmes pratiquaient comme accoucheuses ou soignantes, mais elles n'ont pas laissé de trace écrite de leurs activités.
À partir du XVe siècle, plusieurs villes emploient des sages-femmes (France du nord, Bourgogne, Lorraine, Alsace).
D'une manière générale, la sexualité médiévale et ses représentations évoluent vers plus de « libertés » au Bas Moyen-Age avec des ouvrages comme Le miroir du foutre catalan, ou encore des bains publics à Paris. Dans ce contexte de libéralisation de la condition féminine, l'ensemble Trotula ne trouva que plus de résonance au sein des élites lettrées.

### Les femmes à Salerne au temps de Trotula
Salerne est la capitale d'une principauté lombarde (Lombardie mineure d'Italie du Sud)  fondée en 847, et prise par les Normands en 1076. Elle repousse les attaques provenant de la Sicile musulmane et la Sicile est reconquise en 1092. Les Normands transfèrent leur capitale à Palerme en 1130. Ces conflits n'empêchent pas les échanges commerciaux et culturels entre les chrétiens et les musulmans.
Les femmes de Salerne sont soumises aux traditions lombardes, codifiées depuis le VIIe siècle. La femme est sous la tutelle d'un homme, d'abord de son père, puis de son mari, devenue veuve elle passe sous la tutelle de son fils adulte, ou d'un autre homme de sa famille. Lors du mariage elle apporte sa dot et reçoit un quart des terres de son mari, mais elle ne peut utiliser ses biens qu'avec sa permission. Les différences sociales entre femmes sont importantes, avec une conscience aiguë de la noblesse ou des aspirations à la noblesse. Destiné à la vie maritale, la femme médiévale, doit faire et s'occuper des enfants durant l'infantia (de 0 à 7 ans) selon Isidore de Séville. Le mesnagier de Paris au XIVe siècle s'inquiète des compétences domestiques de son épouse. En revanche, à Salerne, la femme rentre en compte dans la succession, renforçant les stratégies matrimoniales au sein de la ville. Ce contexte expliquerait les orientations des textes de Trota : si une femme de Salerne ne choisit pas la voie religieuse, sa vie dépend de son mariage et de ses maternités sous la tutelle d'un homme ; d'où l'importance d'une cosmétique et d'une gynécologie axée sur la sexualité et la fertilité.
L'éducation des femmes et l'éducation en général se fait au sein de la cellule familiale, ou pour les castes plus élevées au couvent ou par des précepteurs. Les dynasties médicales en formation du temps de Trota conservent donc leur savoir, comme capital : social (par l'intermariage), économique, symbolique (grâce au prestige de la faculté) et culturel. Les compétences, et les ressources nécessaires au traitement des plantes et de la médecine requiert des ressources économiques considérables. Nul doute que Trota est donc issue d'une famille aisée, au courant des préoccupations des élites féminines : les plantes présentées dans les ouvrages de Trota coutent cher et proviennent de contrées exotiques. Indirectement, on pourrait utiliser la Trotula comme analyse des réseaux commerciaux au XIe siècle. En revanche, il peut exister une faible probabilité que Trota vienne d'une famille pauvre, car le statut étudiant au Moyen-age est ambivalent, les étudiants pauvres peuvent côtoyer des étudiants plus riches. Cependant, certaines facultés restaient hermétique à ces étudiants défavorisés. 

## Trota auXXIesiècle: féminisme et politisation

### Trota dans l'histoire féministe
Trota s'inscrit dans l'historiographie féministe ou plus généralement l'Histoire des femmes avec la publication récente d'une synthèse anthropologique complète sur le sujet par Theresa Vaughan  intitulée Women, food and diet paru aux presses universitaires d'Amsterdam. Depuis Monica Green, Trota s'est réinventée en tant qu'objet historiographique, grâce à la mise en perspective de ses ouvrages avec la médecine des femmes au moyen-âge.
L'Histoire féministe en avait même fait un combat au XIXe siècle, et aujourd'hui après sa redécouverte, Trota et ses ouvrages sont mis aux côtés des plus grandes figures féminine du Moyen-Age. Ainsi, lorsque le Trinity College de Dublin voulu organiser un sondage pour placer le buste d'une femme lettrée dans la bibliothèque de l'université, elle proposa Trota parmi les quatre options du sondage aux côtés de Christine de Pizan, Hildegarde von Bingen et Héloïse, malheureusement pour Trota arrivée en 3e position du sondage elle ne figurera pas dans le hall de la bibliothèque. En revanche sa participation même au sondage démontre l'intérêt croissant que lui porte la communauté scientifique, ce pourquoi Monica Green écrit When third place is a win.

### Trota et ses appropriations féministes
Lauren Bastide a intitulé son article sur Trota, « Celle qui nous manque face aux campagnes gynécologiques sexistes ». Mise en lumière de l'appropriation féministe de Trota, cette article fait fi de la pratique médicale de Trota qui n'avait rien à envier aux hommes : la douceur de la médecine féminine médiévale est un mythe déconstruit par Monica Green dans By the gentle hand of woman. Le problème du féminisme avec Trota, est qu'il déforme souvent la réalité historique et ne présente pas le débat historiographique : par exemple Lauren Bastide, fait des confusions entre Trota-Trotula et ne présente pas le point de vue de Benton (recevable aussi). Ce manque de nuance conduit souvent à la création de fictions sur Trota et une prétendue émancipation, voire même qualifier ses ouvrages de féministes (alors qu'au vu de son incipit on peut en douter). Des blogs comme l'Histoire par les femmes font un raccourci flagrant entre l'historiographie du sujet et l'effet mathilda présentant Trota comme une victime de son temps : il n'en est rien, Trota est au Moyen-Age assez plébiscitée.

### Traductions de Trotula
En italien :
- Sulle malattie delle donne, Pina Boggi Cavallo (dir.), trad. Matilde Nubiè et Adriana Tocco, Turin, 1979 ; La Luna, 1994  (ISBN 887823043X et 9788878230439)
- Trotula : un compendio medievale di medicina delle donne, Monica H. Green (dir.), trad. Valentina Brancone, Florence, Sismel - Edizioni del Galluzzo, 2009

### Télévision
- [(fr) voir en ligne sur Arte (page consultée le 17 janvier 2023)], série en stop motion de Julie Gavras (2021), Arte, durée 0 h 4.